# Magnus Juringius
Magnus Juringius, född 6 november 1769 i Kvillinge församling, Östergötlands län, död 24 april 1848 i Borg och Löts församling, Östergötlands län, var en svensk präst.

## Biografi
Juringius föddes 6 november 1769 i Kvillinge församling. Han var son till kyrkoherden Samuel Juringius och Ingrid Catharina Moselius. Juringius blev höstterminen 1789 student vid Uppsala universitet. Han prästvigdes 13 oktober 1796. Juringius avlade samma år filosofie kandidatexamen och promoverades 13 juni 1797 till filosofie magister. Juringius blev 19 mars 1806 komminister i Kristbergs församling och tillträdde tjänsten 1807. Han blev 3 november 1813 komminister i Hällestads församling och tillträdde tjänsten 1815. Slutligen blev han komminister 21 mars 1827 i Borg och Löts församling och tillträdde tjänsten 1828. Juringius avled 24 april 1848 i Borg och Löts församling.

### Familj
Juringius gifte sig 24 augusti 1809 med Maria Margareta Maechel (1780–1864). Hon var dotter till godsägaren Herman Georg Maechel och Ulrica Catharina Dettow i Kvillinge församling.

## Musiker
En bok med noter som ägdes av Juringius finns bevarad hos Musikverket. Den är daterad 8 april 1786 i Linköping av Magnus Juringius i Tåby. Boken innehåller 30 stycken låtar, varav 21 menuetter, fyra Polonesser, en marsch, en symfoni, en Belle Janette, en basso och en utan titel.
1. Menuett i F-dur för två instrument.
2. Menuett i F-dur för två instrument.
3. Menuett i F-dur för två instrument.
4. Menuett i F-dur för två instrument.
5. Menuett i G-dur för två instrument.
6. Menuett i Bb-dur för två instrument.
7. Menuett i D-dur för två instrument.
8. Menuett i G-dur för två instrument.
9. Menuett i G-dur för två instrument.
10. Belle Janette i Eb-dur för ett instrument.
11. Menuett den sköna Charin i C-dur för två instrument.
12. Polonesse i D-dur för två instrument. Komponerad av A. Linblad.
13. Polonesse i D-dur för två instrument.
14. Polonesse i D-dur för två instrument.
15. Utan titel i G-dur för ett instrument (ofullbordad).
16. Menuett i G-moll för ett instrument.
17. Simphoni (ofullbordad).
18. Menuett i C-dur för två instrument.
19. Menuett i F-dur för två instrument.
20. Menuett i D-dur för två instrument (ofullbordad).
21. Polonesse i G-dur för ett instrument.
22. Menuett i F-dur för två instrument.
23. Marsch i D-dur för ett instrument. Finns även en ofullbordad version i boken.
24. Menuett i D-dur för ett instrument av J. Miklin.
25. Menuett i D-dur för ett instrument av Karl Michael von Esser.
26. Menuett i G-dur för ett instrument (ofullbordad).
27. Basso i D-dur för ett instrument.
28. Menuett i C-dur för ett instrument.
29. Menuett i C-dur för ett instrument.
30. Menuett i C-dur för ett instrument.
31. Menuett i C-dur för två instrument.
32. Menuett i D-dur för två instrument av Nicolaus Palmaer.